# سارة بيرس
سارة بيرس أو اليدي بيرس (بالانجليزية: Sarah Piers)، (عام 1697-1714, وتوفيت عام 1719) كانت راعية أدب إنجليزية، معلقة سياسية وشاعرة. والدها كان في الأصل من رويدون في يوركشاير. كانت ابنة ماثيو رويدون وزوجة السير جيورج بيرس (1670-1720)، كابتن جيش كينتي وموظف في الختام الملكية. كان لديها طفلان، توفي أحدهما في طفولته. هي الآن معروفة بشكل أساسي لكونها واحدة من التسعة ميوزات، صديقة مقربة وراعية لكاترين تروتر وهدف الهجاء من قبل ديلاريفير مانلي.
كان بينها هي وكاترين تروتر تاريخ طويل من المراسلات الخاصة والعامة. وقد دعتها تروتر للمساهمة في التسعة ميوزات. كتبت بيرس قصيدة إهدائية إلى تروتر تسمى الصداقة القاتلة (1698) وقصيدة استهلالية لنفسها تسمى الندم الحزين (1701). أهدت تروتر قصيدتها الكوميديه «حب ضائع» إلى بيرس (1701). قام مانلي بهجاء كلتا الكاتبتان في المجلد الثاني من أتالانتس الجديدة (1709). كجزء من «عصابة» من النساء اللاتي تابعن صداقتهن «مخالفين الطبيعي» (غرير 445).
مدحت بيرس، في قصيده غير منشوره عام 1708، فضيلت المجتمع النسائي في تانبريدج ويلز. في آخر عمل معروف لها والمسمى «جورج لأجل بريطانيا» عظمت الملكية في مقابل الجمهورية.

## كتاباتها
- إلى صديقتي الثمينة لدي على مسرحيتها المسماة «الصداقة القاتلة» إعادة الطباعة تمت في «تقبيل القضيب» أو «الانصياع»: مختارات أدبية من أبيات نساء القرن 17. جيرمين غرير وآخرون. نيويورك: فرار ستراوس جيرو، 1988.
- جورج لأجل بريطانيا (1714).
- أورانيا: الميوزت الغارقة. رثاءاً لموت جون درايدن المبجل. بواسطة اليدي بيرس. التسعة ميوزات أو قصائد كتبت بواسطة عدة سيدات رثاءاً لوفاة الشهير الراحل، جون درايدن المبجل. لندن: ريتشارد باسيت، 1700. تمت إعادة طباعتها في الكتاب «تقبيل القضيب» أو «الانصياع»: مختارات أدبية من أبيات نساء القرن 17. كتبت بواسطة جيرمين غرير وآخرين. نيويورك: فرار ستراوس جيرو، 1988.